# Marcel Dupraz
Marcel Philibert Dupraz (Saint-André-de-Boëge, 2 gennaio 1897 – ...) è stato un lottatore francese, specializzato nella lotta libera. Rappresentò la Francia ai Giochi olimpici estivi di Parigi 1924, dove venne estromesso dal tabellone principale del torneo dei pesi welter dal belga Hyacinthe Roosen al primo turno, terminando al dodicesimo posto.